# اوشن موشور
اوشن موشور (بالإنجليزية: Ocean Mushure)‏ (1 يوليو 1985 بزيمبابوي - ) هو لاعب كرة قدم زيمبابوي في مركز الدفاع.

## روابط خارجية
- اوشن موشور على موقع قاعدة بيانات كرة القدم.إي يو (الإنجليزية)
- اوشن موشور على موقع ناشيونال فوتبول تيمز (الإنجليزية)
- اوشن موشور على موقع Soccerway.com (الإنجليزية)